# L. T. Meade

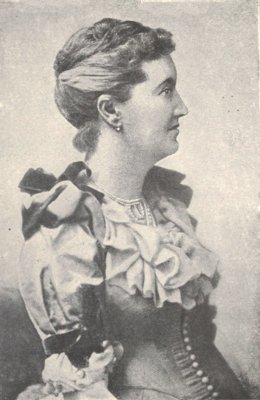
Elizabeth Thomasina Meade Smith - (1854–1914)

Elizabeth Thomasina Meade Smith (Bandon, condado de Cork, 1844-1914), más conocida por su seudónimo L. T. Meade o Mrs. L. T. Meade, fue una de los autores más prolíficos del género policiaco de la última década del siglo XIX y comienzos del XX. Además del gran número de cuentos cortos y novelas escritas por ella, fue coautora, con Robert Eustace, de una docena de novelas y cuentos cortos, también del género policiaco. Sin contar otras obras literarias, Meade escribió más de 250 novelas.
En 1887, fundó la revista literaria Atalanta, que contó con colaboraciones de destacados autores de la época, como Robert Louis Stevenson, cuyo novela Catriona, la secuela de Secuestrado, apareció primero en la revista (diciembre de 1892-septiembre de 1893), H. Rider Haggard, Edith Nesbit, Frances Hodgson Burnett, Amy Levy, Grant Allen, Walter Besant, Mary Eleanor Wilkins Freeman, Thomas Hughes, Charlotte Yonge y Andrew Lang, entre otros.